# Рощино (Владимирская область)
Рощино — деревня в Петушинском районе Владимирской области России, входит в состав Пекшинского сельского поселения.

## География
Деревня расположена в 14 км на север от центра поселения деревни Пекша и в 29 км на северо-восток от райцентра города Петушки.

## История
Погост Воскресенский в Матренино, или Матренино, известен с начала XVII века. В патриарших окладных книгах церковь в Матренине отмечена под 1628 годом как церковь Воскресения Христова.
В XVIII веке село Матрёнино входило в родовую вотчину сначала бояр Нарышкиных, а позднее графов Воронцовых. В 1796 году по распоряжению графа А. Р. Воронцова было начато строительство каменного храма по проекту архитектора Н. А. Львова, который был хорошим другом графа. Строительство длилось на протяжении 50 лет и было закончено в 1849 году. Храм высотой около 42 м с четырёхъярусной колокольней был одним из самых почитаемых среди православных реликвий в этой местности. После революции церковь постигла судьба большинства религиозных объектов — его закрыли и использовали в хозяйственных нуждах. Окончательно разорили в 60-х годах XX века. Восстановление Храма Воскресения Христова началось во второй половине 90-х годов XX века.
В конце XIX — начале XX века село входило в состав Воронцовской волости Покровского уезда.
С 1929 года деревня входила в состав Липненского сельсовета в составе Петушинского района, позднее вплоть до 2005 года — в составе Ларионовского сельсовета.
Указом Президиума ВС РСФСР № 151 от 14.02.1966 г. посёлок подсобного хозяйства «Ударник» переименован в посёлок Рощино.

## Население
| 1859 | 1905 | 1926 | 2002 | 2010 | 2021 |
| ---- | ---- | ---- | ---- | ---- | ---- |
| 51   | ↘30  | ↗49  | ↘16  | ↗22  | ↘11  |

## Достопримечательности
В деревне находится действующая Церковь Воскресения Христова (1796—1849). Свято-Воскресенское подворье Покровской Введенской женской островной пустыни.